# Phare de Kerprigent
Le phare de Kerprigent est un des deux feux directionnels qui indiquent la passe d'accès au port de Perros-Guirec par l'est. Le phare est situé dans le village Creac'h Moulouarn à 3 km dans les terres. Ce village est situé à Lannion, près du quadripoint avec les communes de Perros-Guirec, Pleumeur-Bodou et Saint-Quay-Perros.
La construction du phare de Kerprigent a débuté en 1859 pour une mise en service en 1860. La tourelle actuelle (1,60 m de diamètre) a été ajoutée au bâtiment en 1884, portant la hauteur de l'édifice à 14 m, pour une élévation totale à 76 m au-dessus du niveau de la mer. Le 16 août 1926, un incendie endommage la lanterne, réparée et entretenue depuis.
Le dispositif de balisage indiquant l'entrée Est du port de Perros-Guirec est complété par la maison-phare du Colombier.